# Vatasenija-luciferin 2-monooksigenaza
Vatasenija-luciferin 2-monooksigenaza (EC 1.13.12.8, luciferaza Watasenia tipa) je enzim sa sistematskim imenom Watasenia-luciferin:kiseonik 2-oksidoreduktaza (dekarboksilacija). Ovaj enzim katalizuje sledeću hemijsku reakciju
 luciferin + O2 {\displaystyle \rightleftharpoons } oksidovani Watasenia luciferin + 2 + hnu
Dejstvo enzim iz lignje Watasenia se može pratiti merenjem emisije svetlosti.

## Literatura
- Nicholas C. Price; Lewis Stevens (1999). Fundamentals of Enzymology: The Cell and Molecular Biology of Catalytic Proteins (Third изд.). USA: Oxford University Press. ISBN 019850229X.
- Eric J. Toone (2006). Advances in Enzymology and Related Areas of Molecular Biology, Protein Evolution (Volume 75 изд.). Wiley-Interscience. ISBN 0471205036.
- Branden C; Tooze J. Introduction to Protein Structure. New York, NY: Garland Publishing. ISBN 0-8153-2305-0.
- Irwin H. Segel. Enzyme Kinetics: Behavior and Analysis of Rapid Equilibrium and Steady-State Enzyme Systems (Book 44 изд.). Wiley Classics Library. ISBN 0471303097.

## Spoljašnje veze
- Watasenia-luciferin+2-monooxygenase на 